# News (お笑い)
news（ニューズ）は、吉本興業所属の若手お笑いコンビ4組からなるお笑いユニット。バラエティ番組『吉本ばかな』（日本テレビ）から生まれた。
結成当初の1998年は、Northのアップダウン（札幌吉本）、Eastのなかよし（東京吉本）、Westのシャンプーハット（大阪吉本）、Southのガレッジセール（東京吉本・沖縄県出身）から構成されていたが、1999年4月になかよしが抜け、代わりにライセンス（大阪吉本→news加入前に東京進出）が加入した。
Northの枠は当初タカアンドトシが本命視されていたが、勉強としてオーディションに付いていったアップダウンが大ウケをかっさらってメンバー入りを勝ち取ることになった。タカアンドトシにとっては人生最大の挫折と公言する経験になったという。

## メンバー
- N - アップダウン（竹森巧、阿部浩貴）
- E - なかよし（坂本大輔、熊本浩武）→ ライセンス（井本貴史、藤原一裕）
- W - シャンプーハット（小出水直樹、てつじ）
- S - ガレッジセール（川田広樹、ゴリ）